# Jiyang, Sanya
Jiyang är ett stadsdistrikt och huvudort i Sanya i Hainan-provinsen i sydligaste Kina.